# Ванику
Ванику (эст. Vanigõjärv — Ванигыярв) — водохранилище, образованное на ручье Меэкси на границе России (Печорский район Псковской области) и Эстонии (уезд Вырумаа). Образовано в конце советского периода у населённого пункта Наталкино и на многих более ранних картах не отображается. Граница по водохранилищу проходит в северо-западном направлении на протяжении 0,4 км. В Эстонии ему присвоен код регистра окружающей среды Эстонии vee2156230.
Имеет неправильную форму с двумя крупными ответвлениями. Площадь водного зеркала достигает 19,7 га. Высота над уровнем моря 192 м. На озере есть 7 островов (5 из них расположены в пределах эстонской части акватории, 1 — в российской, ещё один граница делит пополам). Вода используется в хозяйственных целях. Из водохранилища вытекает река Яамаоя, по которой на протяжении 4,6 км также проходит российско-эстонская граница, а в прошлом проходила граница Псковской республики и германской Ливонии. Как и большинство озёр региона, Ванику относится к мелководным водоёмам дистрофического типа с низкими концентрациями кислорода в воде, поэтому оно нуждается в регулярной очистке для улучшения среды обитания. Эстонские власти провели очистку летом 2017 года в рамках работы по демаркации границы с Россией.